# Thái cực quyền

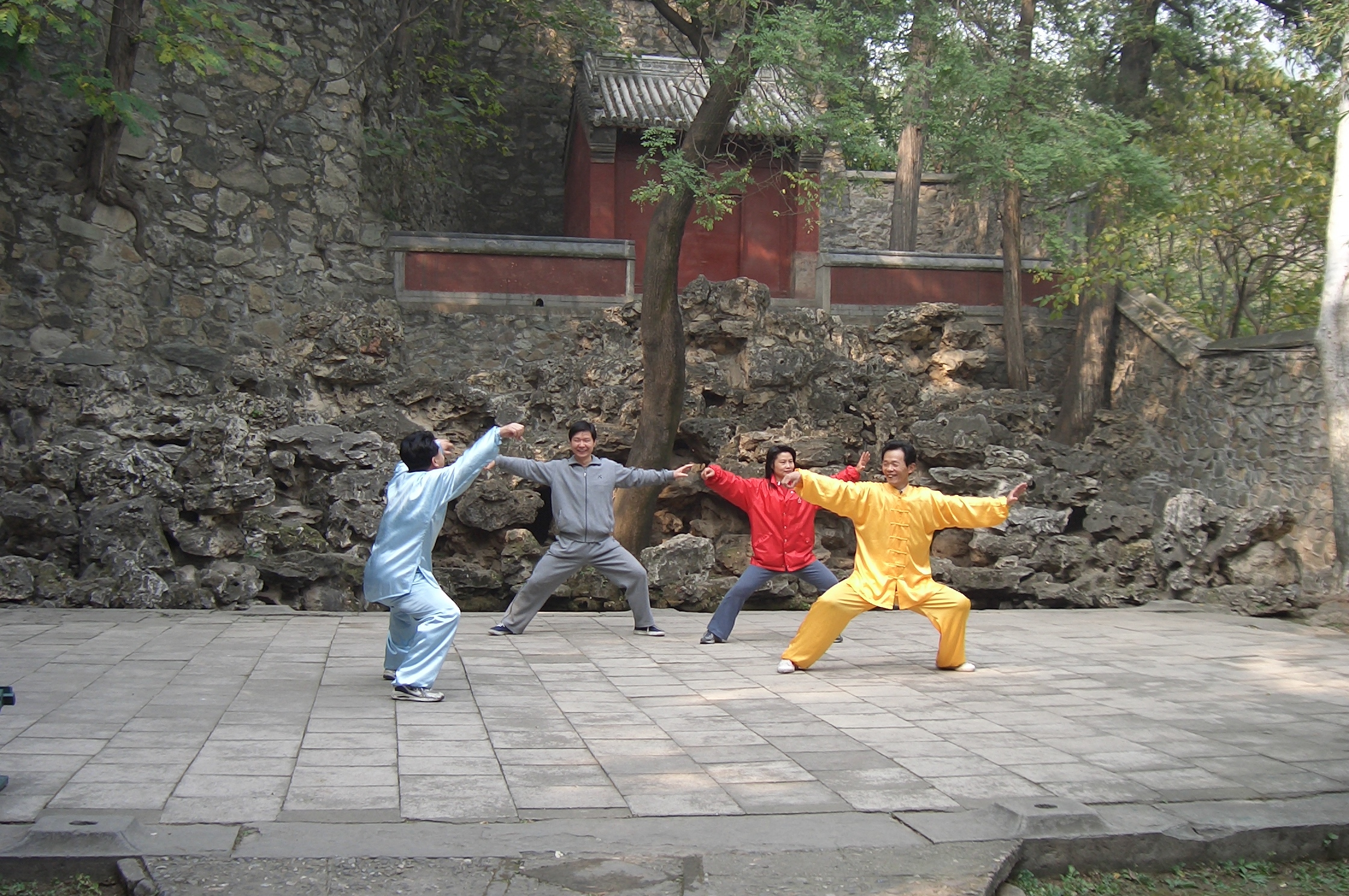
Chiêu thức Đơn tiên trong Quyền lộ Trần gia Thái cực quyền

Thái cực quyền (chữ Hán phồn thể: 太極拳; chữ Hán giản thể: 太极拳; bính âm: Taijiquan; Tiếng Anh: Tai Chi), là một môn võ thuật cổ truyền của Trung Quốc với đặc trưng là các động tác trường quyền uyển chuyển, chậm rãi kết hợp với điều hoà hơi thở.